# アエロフロート航空4225便墜落事故
アエロフロート航空4225便墜落事故とは、1980年7月8日に発生した航空事故である。アルマトイ国際空港発シンフェローポリ国際空港行きだったアエロフロート4225便（ツポレフ Tu-154B-2）が、アルマトイからの離陸直後にウィンドシアに遭遇した。対気速度が急激に低下し、機体は失速し墜落。乗員乗客166人全員が死亡した。また、この事故は2019年現在においてカザフスタン史上最悪の航空事故となっている。

## 事故の概要
事故当時、アルマトイでは熱波が発生していた。0時39分頃、4225便はアルマトイ国際空港から離陸した。数秒後、機体は500フィート (150 m)に達したが、下降気流に巻き込まれ、対気速度が急激に低下した。そのため機体は失速し急降下した。4225便は、アルマトイ郊外の農場に墜落し、炎上した。

## 原因
ソビエト航空委員会は、山岳地であるアルマトイ国際空港で決められた最大離陸重量に近い状態かつ、低高度でウィンドシアに遭遇したためパイロットが機体のコントロールを失ったと結論付けた。